# Hanes Mall
Le Hanes Mall est le plus grand centre commercial de la Caroline du Nord, avec 167 996 mètres carrés de surface, 203 magasins et 7 861 places de stationnement. Il est situé à Winston-Salem, entre Stratford Road et Hanes Mall Boulevard au bord de l'Interstate 40. Le propriétaire est CBL & Associates Properties, Inc..

## Histoire
L'aile nord du centre commercial fut ouverte en 1975 avec Belk, JC Penney et Sears. Plus tard, le Hanes Mall s'agrandit au sud pour inclure Dillard's, Hecht's et une nouvelle aire de restauration. 
Le 9 septembre 2006, le magasin Hecht's change d'enseigne pour devenir Macy's.

## Magasins
- Grand magasin (5)
  - Belk
  - Dillard's
  - Macy's (auparavant Hecht's)
  - JC Penney
  - Sears

- Commerce de détail (203)
  - Old Navy
  - American Eagle Outfitters
  - Abercrombie & Fitch
  - Banana Republic
  - Eddie Bauer, Hollister Co.
  - Brookstone
  - Built-A-Bear
  - The Disney Store
  - Gap, Inc.